# Bolejny (jezioro)
Bolejny lub Jezioro Bolejńskie (niem. Bolleiner See) – jezioro w Polsce, w województwie warmińsko-mazurskim, w powiecie nidzickim, w gminie Nidzica.

## Położenie i charakterystyka
Jezioro leży na Równinie Olsztynka, natomiast w regionalizacji przyrodniczo-leśnej – w mezoregionie Puszcz Mazurskich, w dorzeczu Łyna–Pregoła. Znajduje się 12 km w kierunku północnym od Nidzicy, nad północnym brzegiem leży wieś Bolejny. Od strony zachodniej wpływa niewielki ciek, na wschodzie istnieje odpływ niosący wody w kierunku Jeziora Wóleckiego o nazwie Wólecka Struga.
Linia brzegowa mało rozwinięta. Zbiornik wodny leży w otoczeniu podmokłych łąk i lasów, na południu. Brzegi płaskie.
Zbiornik wodny według typologii rybackiej jezior zalicza się do linowo-szczupakowych.
Jezioro leży na terenie obwodu rybackiego jeziora Kiernoz Wielki nr 2.
W pobliżu zbiornika wodnego znajdują się wypełnione wodą rowy – pozostałości umocnień.

## Morfometria
Według danych Instytutu Rybactwa Śródlądowego powierzchnia zwierciadła wody jeziora wynosi 11,0 ha. Średnia głębokość zbiornika wodnego to 2,2 m, a maksymalna – 4,0 m. Lustro wody znajduje się na wysokości 142,9 m n.p.m. Objętość jeziora wynosi 240,9 tys. m³. Maksymalna długość jeziora to 500 m, a szerokość 270 m. Długość linii brzegowej wynosi 1300 m.
Inne dane uzyskano natomiast poprzez planimetrię jeziora na mapach w skali 1:50 000 opracowanych w Państwowym Układzie Współrzędnych 1965, zgodnie z poziomem odniesienia Kronsztadt. Otrzymana w ten sposób powierzchnia zbiornika wodnego to 6,0 ha.

## Przyroda
Jezioro leży na terenie Obszaru Chronionego Krajobrazu Puszczy Napiwodzko-Ramuckiej o łącznej powierzchni 131 278,30 ha oraz na terenie specjalnego obszaru ochrony siedlisk w ramach sieci Natura 2000 Ostoja Napiwodzko-Ramucka (PLH280052) o łącznej powierzchni 32 612,78 ha.